# 서울숭곡초등학교
서울숭곡초등학교는 대한민국 서울특별시 성북구 하월곡동에 있는 공립 초등학교이다.

## 학교 연혁
- 1972년 6월 20일 서울숭곡초등학교 개교(65학급, 설립인가 3월 1일)
- 2001년 3월 1일 병설유치원 개원
- 2002년 10월 30일 열린배움터 개관
- 2005년 5월 17일 중앙현관, 토의토론실 준공
- 2005년 7월 15일 전자도서실 열람개통식
- 2007년 4월 10일 인조잔디운동장 준공
- 2008년 9월 26일 도서관 새단장 개관식
- 2009년 3월 6일 영어전용교실 설치 운영
- 2009년 5월 15일 보건실 현대화 사업
- 2010년 10월 25일 영어도서실 설치
- 2010년 11월 27일 숭곡동산 리모델링
- 2011년 9월 4일 소방시설 개선공사
- 2012년 11월 19일 Wee클래스 설치
- 2014년 9월 16일 화장실 리모델링 공사 완료
- 2015년 3월 26일 컴퓨터실 학생용 PC 교체
- 2015년 12월 9일 운동장 인조잔디 교체
- 2016년 8월 16일 교실바닥 교체공사(26실)
- 2016년 8월 18일 체육관 화장실 개선공사
- 2017년 2월 2일 1과학실 교육환경 여건 개선
- 2017년 3월 3일 체육관 LED 조명 교체
- 2017년 8월 18일 본관 및 동관 주변 포장공사
- 2017년 9월 1일 제16대 이석호 교장 취임
- 2018년 1월 25일 석면텍스 개선공사, 친환경 내부도장공사
- 2018년 2월 28일 학교환경미화 완료(복도타일공사, 교실푯말 교체, 벽면 도색작업), 열린배움터 천정형 냉난방기 개선공사
- 2018년 8월 24일 친환경 도색 작업
- 2019년 2월 15일 제47회 졸업식 96명(누계 21892명)
- 2019년 3월 1일 24학급(특수 2) 편성, 병설유치원 2학급 편성, SW 선도학교 지정
- 2019년 8월 13일 교실 안전바 설치, 본관.동관 옥상 방수공사
- 2019년 10월 19일 사물함, 책걸상 교체
- 2019년 11월 27일 방송장비 교체, TV 65" 교체, 운동장 LED 라이트 설치
- 2019년 12월 31일 체육교육 우수교 표창(교육장)
- 2020년 3월 1일 22학급편성(특수2학급포함), 병설유치원 4학급 편성, SW 선도학교 지정
- 2020년 5월 6일 학교 정문 주차차단기 설치 및 포장공사 완료
- 2020년 6월 4일  급식실 현대화 및 학생식당 개관
- 2020년 10월 13일  원격수업을 위한 전산장비 구축
- 2020년 11월 5일  가상스포츠교실 개관 및 지담숲 도서관 리모델링 개관
- 2021년 1월 4일  창호 및 교실바닥공사, 교무실 리모델링
- 2021년 2월 10일  제49회 졸업식(졸업생 84명 계 22,281명), 교육복지거점학교
- 2021년 3월 1일  24개 학급편성(특수 2학급 포함), 교육복지특별지원학교 지정

## 참고 자료
- 서울숭곡초등학교 - 한국교육학술정보원 학교알리미